# HMAS Melbourne (R21)
El HMAS Melbourne (R21) fue un portaaviones ligero de la Clase Majestic perteneciente a la Royal Australian Navy (RAN). Estuvo en servicio desde 1955 hasta 1982, fue el tercer y último portaaviones convencional en servir en la RAN. El Melbourne fue el único buque de la Mancomunidad de Naciones en hundir en colisiones a 2 buques aliados en tiempos de paz. A mediados de 1971, el Comité de Planificación Conjunta del ejército australiano consideró utilizar el Melbourne como transporte para ayudar a completar la retirada de la Fuerza de Tarea australiana de Vietnam antes de fines de 1971.
El buque fue iniciado para la Marina Real Británica como buque insignia de la clase Majestic en abril de 1943, fue botado inicialmente como el HMS Majestic (R77) en febrero de 1945. Para fin de la Segunda Guerra Mundial los trabajos de construcción del buque fueron suspendidos hasta la compra por parte de Australia en 1947. Al comprarlo se decidió incorporar nuevas tecnologías de portaaviones en su diseño haciendo que el Melbourne fuera el tercer buque construido con una cubierta de vuelo en ángulo. Retrasos en su construcción y la introducción de nuevas tecnologías y diseño hizo que el portaaviones no fuera asignado hasta 1955.
El Melbourne nunca tuvo una participación de combate durante su carrera, teniendo solo roles periféricos de vigilancia en la Confrontación indonesio-malaya y la guerra de Vietnam. A pesar de esto, estuvo involucrado en dos grandes colisiones con buques aliados durante su carrera. En la tarde del 10 de febrero de 1964 el Melbourne colisionó y hundió al HMAS Voyager (D04) cuando el destructor de Clase Daring alteró su curso. 82 tripulantes del Voyager murieron, y se realizaron dos comisiones reales para investigar el suceso. La segunda colisión ocurrió la mañana del 3 de junio de 1969, cuando el Melbourne colisiono y hundió al destructor de Clase Allen M. Sumner USS Frank E. Evans (DD-754) en similares circunstancias que el anterior. 74 tripulantes de la Armada de los Estados Unidos fallecieron, y una reunión conjunta entre la USN-RAN se efectuó para esclarecer el incidente. Estos accidentes, junto con varias colisiones menores, accidentes a bordo y perdidas de aeronaves le dieron una reputación de mala suerte al Melbourne.
El Melbourne fue dado de baja de la RAN en 1982. Una propuesta para convertirlo en un casino rodante no prosperó, y una venta en 1984 fue cancelada, antes de ser vendido en 1985 fue llevado a China para el desguace, este se retrasó y el Melbourne pudo ser estudiado por la Armada del Ejército Popular de Liberación (PLAN) como parte de un proyecto secreto para el desarrollo de un futuro portaaviones chino, también se usó para entrenar a aviadores navales en operaciones embarcadas.

## Construcción y adquisición
El Melbourne fue construido por Vickers-Armstrongs en sus astilleros en Barrow-in-Furness, Inglaterra. El buque fue iniciado como HMS Majestic el 15 de abril de 1943 y fue botado el 28 de febrero de 1945 siendo su madrina Lady Anderson, la esposa del Ministro de Hacienda del Reino Unido, Sir John Anderson. Después del fin de la Segunda Guerra Mundial, el Almirantazgo británico ordenó la suspensión de varios buques británicos en construcción, incluyendo el Majestic y sus 5 buques gemelos. La construcción se reanudó en 1946, y varias modificaciones a su diseño fueron incorporadas.
Una reunión del Comité de Defensa del Gobierno Australiano realizado después de la Segunda Guerra Mundial analizando las lecciones de la guerra recomendó a las fuerzas posguerra de la RAN estructurarse bajo una Fuerza de Tareas que incorporara múltiples portaaviones. Los planes iniciales australianos eran tener tres portaaviones, con dos activos en todo momento y uno en reservabo mantenimiento, pero los recortes presupuestarios solo permitieron comprar dos portaaviones en junio de 1947 en Reino Unido: los portaaviones HMS Majestic y su gemelo HMS Terrible, con un costo combinado de AU£ 2.75 millones, además del combustible, municiones y provisiones. Como el Terrible era el que estaba más cerca de su terminación, fue terminado sin modificaciones y fue entregado a la RAN el 16 de diciembre de 1948 rebautizado como HMAS Sydney (R17). Mientras los trabajos continuaron en el Majestic a menor ritmo debido a la instalación de la última tecnología y equipo. El portaaviones de Clase Colossus británico, HMS Vengeance (R71) fue arrendado a la RAN desde el 13 de noviembre de 1952 hasta el 12 de agosto de 1955 cubriendo al Majestic en su ausencia.
Las dificultades de los trabajos, la entrega tardía de los equipos, los requisitos adicionales para operaciones en Australia, y la priorización de la marina mercante durante la construcción naval demoró la terminación del Majestic. La incorporación de los nuevos sistemas y mejoras causó que el coste del programa aumentara a AU£8.3 millones. La construcción y modificación no terminaron hasta octubre de 1955. A medida que la construcción del portaaviones se acercaba a su conclusión, la tripulación se entrenó en Australia y navegó para regresar al Reino Unido con el HMS Vengeance.
El portaaviones fue completado y entregado a la RAN como Majestic el 26 de octubre de 1955. Dos días después el buque fue rebautizado Melbourne, teniendo de madrina a Lady White, la esposa de Sir Thomas White, comisionado de la Commonwealth en Reino Unido. Tras la aceptación y superar las pruebas de preparación en Reino Unido el buque partió hacia Australia el 11 de marzo de 1956 con los aviones del Escuadrón 808, equipado con cazas Sea Venom, y de los Escuadrones 816 y 817, equipados con aviones antisubmarinos Gannet. El 23 de abril de 1956 llegó a Australia y en Jervis Bay los 64 aviones que embarcaba  fueron trasladados a tierra por una barcaza para su transporte por carretera a la Estación Aérea Naval en Nowra. En julio de 1956 embarcó por fin sus aviones y comenzó a entrenarse.

## Diseño
Como cabeza de su clase de portaaviones ligeros, el Melbourne fue construido como una versión modificado de la Clase Colussus, incorporando mejoras en el diseño de la cubierta de vuelo y la habitabilidad. El Majestic y el Colossus tenían una diseño de casco idéntico y se consideraron subclases del 1942 Design Light Fleet Carrier. Debido al intenso uso requerido por la guerra estos portaaviones fueron incorporados como "buques desechables": que deberían darse de baja al final de la Segunda Guerra Mundial o tres años después de su entrada en servicio.
El Melbourne tenía una desplazamiento estándar de 15 740 long tons (17 630 short tons), que se podían incrementar hasta 20 000 long tons (22 000 short tons), cuando estuviera totalmente cargado. En el momento de su botadura tenía una eslora de 213,97 m., pero esta fue incrementado en 2,43 m durante un refit en 1969. Además tenía una manga de 24,38 m y un calado de 7,62 m . El Melbourne tenía dos hélices impulsados por dos turbinas Parsons que ejercían 40,000  shp, estos se proveían de cuatro caldera Admiralty. El portaaviones podía lograr una velocidad de 24 nudos y un alcance de 12 000 millas náuticas o 23 nudos y un rango de 6 200 millas náuticas. El buque tenía una tripulación combinada de 1 350 oficiales y marinos, incluyendo 350 del grupo aéreo embarcado de los escuadrones de la Fleet Air Arm.

### Modificaciones durante la construcción
Tras la reanudación de la construcción, se hicieron modificaciones al buque, basado en las experiencias de la guerra, la doctrina de posguerra y las nuevas tecnologías e innovaciones británicas. Estas incluían una cubierta de vuelo en ángulo, una catapulta a vapor y espejos de ayuda para el aterrizaje, haciendo que el Melbourne fuera el tercer portaaviones (después del HMS Ark Royal y el USS Forrestal) construido con estas características.

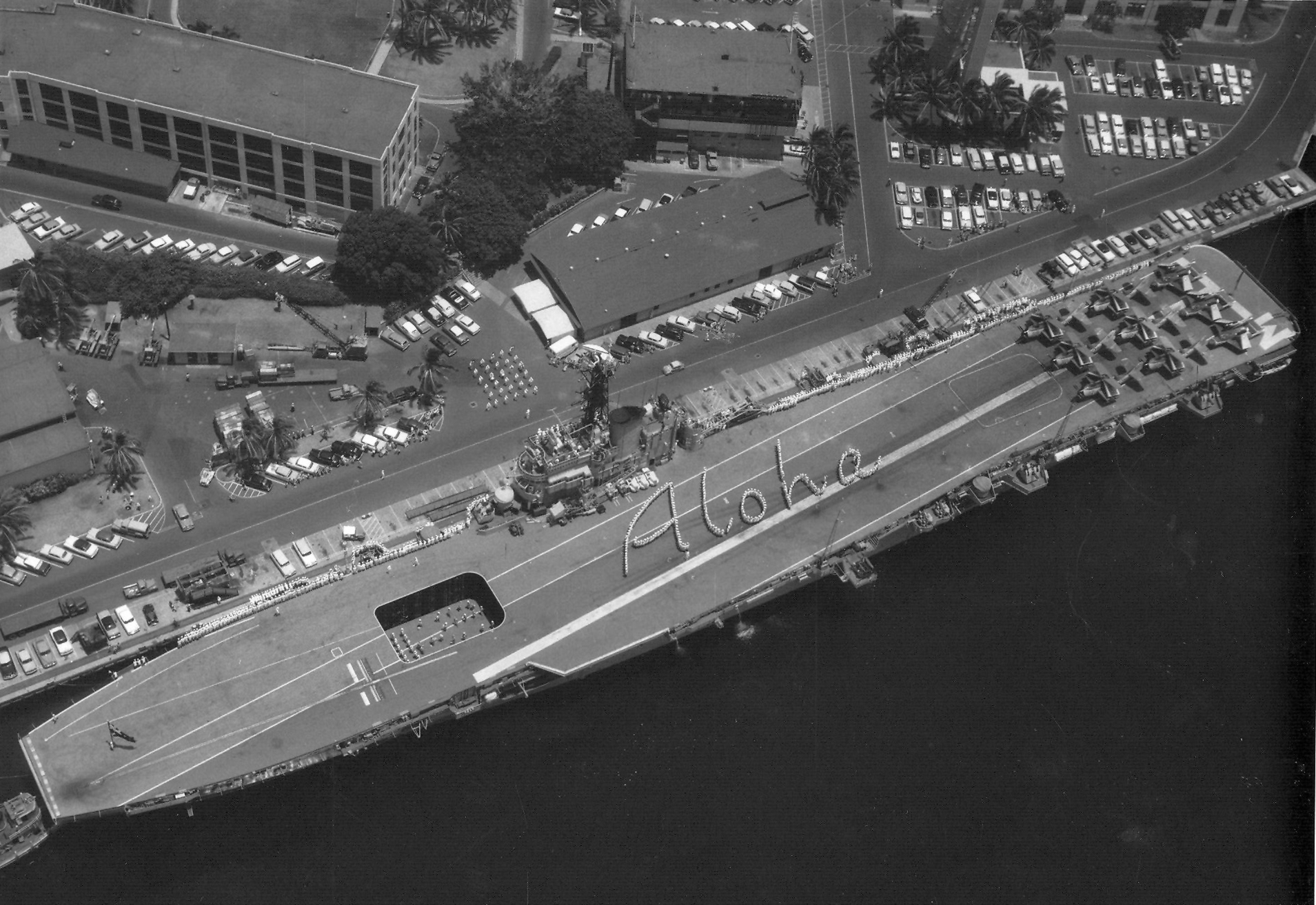
Fotografía aérea del Melbourne, mostrando su cubierta de vuelo en ángulo.

Las principales modificaciones se centraron en la necesidad de poder operar aviones a reacción, que eran más grandes y pesados que los aviones que llevaban los antiguos portaaviones. La cubierta de vuelo en ángulo estaba a 5,5.º a la izquierda de la línea central del portaaviones, lo que permitía lanzar y recuperar aviones simultáneamente. A pesar del aumento de aproximadamente de un acre (4 000 m²) de superficie, la cubierta seguía siendo significativamente más pequeña que en otros portaaviones de la Guerra Fría; los aviones S-2 Trackers, con sus 22.12 m de envergadura alar, tenía menos de un metro de espacio libre en el ala de estribor en el aterrizaje, y no era raro que pilotos de otros armadas (principalmente de la US Navy) se negaran a aterrizar en el portaaviones. El racionamiento del agua fue requerido durante los primeros años de operación del buque, y el agua fresca fue insuficiente para proveer libremente a la catapulta de vapor, turbinas y la tripulación. La cubierta de vuelo, el hangar y los ascensores fueron reforzados y pararrayos reforzados se instalaron. Un radar de vuelo se incluyó, haciendo al Melbourne el único aeródromo de su época en la región de Australasia en tener las capacidades de operar aviones de noche y con mal tiempo.

## Los primeros años en Australia
Los problemas presupuestarios de finales de la década de 1950 cuestionaron el futuro de la aviación naval australiana. El gran coste de operar una marina de dos portaaviones  ya no era asumible por Australia. En noviembre de 1959 se anunció que la aviación naval de ala fija se disolvería en 1963 cuando el HMAS Melbourne pasará por su reparación planificada. Posteriormente se ordenó la retención en capacidad antisubmarina, adquiriendo para ello 27 helicópteros Westland Wessex. Durante unos años la idea generalizada fue convertir en portahelicopteros al Melbourne. Con su avanzado sonar de inmersión y su autonomía, el helicóptero Wessex trajo una potente capacidad antisubmarina todo tiempo. Operando junto a los ya anticuados aviones antisubmarinos Fairey Gannet convertían al Melbourne en un potente medio ASW frente a los cada vez más frecuentes submarinos rusos. Dada la compleja situación en el sudeste asiático y la necesidad de apoyo aéreo para la Flota y Ejército Australiano, el cambio hacia la guerra antisubmarina para algunos tenía poco que ver con seguridad regional y necesidades reales de Australia.
A fines de la década de 1950 se comenzó a buscar sustitutos para los aviones Fairey Gannet y Sea Venom. Dado que la nueva generación de aviones navales había aumentado en tamaño y peso parecía que el HMAS Melbourne era demasiado pequeño y que se necesitaría un portaaviones más grande para operar aviones modernos. Con el Gobierno fuertemente comprometido con los programas de reequipamiento del Ejército y la Fuerza Aérea, la perspectiva no era para nada favorable. En 1963, con la confrontación en Indonesia y la guerra en el Sudeste Asiático ganando intensidad creando inestabilidad, la vida de los Gannet y Venom se extendió por cuatro años. La idea de un portaaviones más grande fue vetada debido a los costos y la escasez de mano de obra. Pero continuó la búsqueda de aviones de reemplazo adecuados para Melbourne. En 1958 un S-2A de la US Navy completó una prueba de aterrizaje y despegue. 
El buque sufríó graves desperfectos en la proa al colisionar con el HMAS Voyager el 10 de febrero de 1964. En julio de 1964 se llevaron a cabo pruebas con un Grumman S-2E Tracker de la US Navy en Filipinas. El buque estuvo a disposición de la Flota británica del Lejano Oriente y participó en maniobras por la región. El HMAS Melbourne participó regularmente durante su carrera en ejercicios navales con la SEATO, la Reserva Estratégica del Lejano Oriente (FESR) de la Commonwealth; ANZUK y ANZUS, ejercicios bienales RIMPAC y otros ejercicios conjuntos y multinacionales. Generalmente los ANZUS fueron los principales, pero a menudo participó en ejercicios con otras armadas regionales. Se recibió la oferta de EEUU de vender un portaviones clase Essex a Australia. Era un portaviones sin modernizar que Australia debería reconstruir para llevarlo a un estándar SBC-125A, similar al del USS Philipine Sea, para así reemplazar el Melbourne, pero está oferta fue finalmente rechazada. Ese mismo año 1964 se decidió finalmente potenciar al Melbourne modernizando el ala aérea naval con aviones de combate Douglas A-4G Skyhawk y aviones antisubmarinos Grumman S-2E Tracker. El Tracker era ya operado por Canadá en el portaviones HMCS Bonaventure, gemelo del Melbourne. La decisión de comprar los aviones en EEUU siguió a la decisión anterior de comprar a EEUU tres destructores clase Charles F. Adams DDG en 1962 para alinearse con los estándares de la US Navy. También se aprobaron las modificaciones necesarias en el buque para operar nuevos aviones y la modernización de los Westland Wessex al estándar Mk 31B.

## Modernización
En 1967 el Melbourne sufrió una importante remodelación y modernización para permitirle operar los nuevos aviones. El trabajo incluyó mejora de los equipos de comunicaciones y un nuevo conjunto de radares holandeses y estadounidenses. El equipo de radar británico Tipo 293 se mantuvo y se instaló un radar de vigilancia aérea LW-02 sobre el puente y un radar de aproximación controlado SPN-35 dentro de una cúpula. En el mástil de celosía se montaron nuevas antenas de contramedidas aéreas y electrónicas (ECM) y de navegación aérea táctica (TACAN).
La compra de los S-2E y los A-4 aseguró el futuro de las operaciones de ala fija naval, pero expuso la escasez de pilotos navales que había supuesto la decisión de 1959 de disolver el componente aéreo fijo. En 1966, el primer grupo de pilotos formados por la RAN comenzó su curso de entrenamiento de vuelo primario. Luego los pilotos australianos eran enviados a Pensacola (EEUU) para entrenamiento básico con aviones T-28 y T-34, para finalmente ir a Corpus Christi para aprender a volar el S-2 Tracker. Los oficiales asignados a los A-4 eran enviados a Lemoore, la base de reactores principal de la costa oeste, para un curso de 5 meses de entrenamiento con el VA-125.
Los A-4G eran una variante encargada especialmente por Australia del A-4F y modificados para poder llevar 4 misiles AIM-9B Sidewinder y así poder dar cobertura aérea a la flota. Sin embargo no eran cazas puros y tampoco podían emplear los misiles aire-suelo guiados que el A-4F empleaba. Australia llegaría a operar 16 A-4G y 4 TA-4G, la mitad de ellos comprados de segunda mano en 1971 a la US Navy y mejorados hasta la variante G. Disponer de los A-4 embarcados dio a Australia un poder de ataque creíble ya que aumentó enormemente la capacidad ofensiva y defensiva de la RAN. Los A-4G Skyhawk desempeñaron así un papel vital y fueron muy respetados por otras Armadas de la región.
En abril de 1969 se celebró el aterrizaje número 1.000 en la cubierta desde su reacondicionamiento. La nave pasaba la mayor parte de su navegación en aguas extranjeras, participando en ejercicios. Un par de accidentes en el lanzamiento en 1980 hicieron que los A-4 dejarán de operar efectivamente desde el portaviones por problemas con las catapultas.
En 1970 se eligió el Westland Sea King como sustituto del Wessex y en 1972 se realizó un pedido de 10 Sea King Mk.50, que comenzaron a llegar en 1974. La capacidad ASW mejoró, operando conjuntamente con los Tracker ofrecía un potente medio antisubmarino.
En febrero de 1982 el gobierno australiano anunció la compra del portaaviones HMS Invincible a la Royal Navy para reemplazar al Melbourne. El HMAS Melbourne fue dado de baja el 30 de junio de 1982. La compra del HMS Invincible fue cancelada por el gobierno británico tras las lecciones aprendidas durante la guerra de las Malvinas. En marzo de 1983 el nuevo gobierno laborista australiano entrante anunció que cumpliría su compromiso electoral de retirar el HMAS Melbourne. En 1985 se vendió a China United Shipbuilding Co Ltd para su desguace en el puerto de Dalian. El barco fue desguazado en China, sospechandose por la lentitud de los trabajos que los ingenieros navales chinos aprovecharon para estudiar bien el portaviones.